# Eliminacje CONMEBOL na Igrzyska Olimpijskie
Eliminacje CONMEBOL na Igrzyska Olimpijskie (hiszp. Torneo Preolímpico Sudamericano Sub-23) – nieistniejące rozgrywki piłkarskie w Ameryce Południowej organizowane co cztery lata w celu kwalifikacji do turnieju piłki nożnej na igrzyskach olimpijskich. W pierwszej edycji – 1960 roku reprezentacje z Ameryki Północnej i Środkowej również uczestniczyły w turnieju. Do 1984 roku w turnieju mogli uczestniczyć tylko młodzi lub nieprofesjonalni piłkarze. W 1987 roku turniej był otwarty dla każdego piłkarza, który nie grał w meczach kwalifikacyjnych lub turnieju finałowego pucharu świata. Od 1992 roku w turnieju mogli uczestniczyć piłkarze poniżej 23 roku życia bez żadnych innych ograniczeń. Ostatnia edycja odbyła się w 2004 roku, a od 2007 roku najlepsze drużyny młodzieżowych mistrzostw Ameryki Południowej kwalifikują się do igrzysk olimpijskich.
Turniej zostanie ponownie wprowadzony do rozgrywek w 2020 roku. 

## Historia
Zapoczątkowany został w 1960 roku przez CONMEBOL jako turniej przedolimpijski strefy Ameryki w piłce nożnej. W turnieju uczestniczyły reprezentacje Argentyny, Brazylii, Chile, Kolumbii, Peru, Urugwaju, jak i również z Ameryki Północnej i Centralnej: Stanów Zjednoczonych, Meksyku, Surinamu i Antyli Holenderskich. W pierwszej fazie 5 par w meczach u siebie i na wyjeździe wyznaczało 5 zwycięzców, którzy w turnieju finałowym systemem kołowym wyłonili 3 najlepsze drużyny kwalifikujące się na igrzyska olimpijskie. Rozgrywki zostały rozegrane na stadionach Peru. Pierwszy turniej wygrała reprezentacja Argentyny.
W następnym, 1964 roku turniej był organizowany dla reprezentacji strefy CONCACAF. Od 1968 w mistrzostwach uczestniczyło 8 drużyn, które najpierw podzielono na dwie grupy, a potem czwórka najlepszych zespołów systemem pucharowym walczyła o miejsca na podium. W 1971 do rozgrywek przystąpiły wszystkie 10 reprezentacji CONCACAF. W 2004 odbyła się ostatnia edycja turnieju.

## Finały
| 1960 Szczegóły | Peru      | Argentyna | Peru      | Brazylia  | Meksyk    | 5  |
| 1964 Szczegóły | Peru      | Argentyna | Brazylia  | Peru      | Kolumbia  | 7  |
| 1968 Szczegóły | Kolumbia  | Brazylia  | Kolumbia  | Urugwaj   | Paragwaj  | 8  |
| 1971 Szczegóły | Kolumbia  | Brazylia  | Kolumbia  | Argentyna | Peru      | 10 |
| 1976 Szczegóły | Brazylia  | Brazylia  | Urugwaj   | Argentyna | Kolumbia  | 6  |
| 1980 Szczegóły | Kolumbia  | Argentyna | Kolumbia  | Peru      | Wenezuela | 7  |
| 1984 Szczegóły | Ekwador   | Brazylia  | Chile     | Paragwaj  | Ekwador   | 6  |
| 1987 Szczegóły | Boliwia   | Brazylia  | Argentyna | Boliwia   | Kolumbia  | 10 |
| 1992 Szczegóły | Paragwaj  | Paragwaj  | Kolumbia  | Urugwaj   | Ekwador   | 10 |
| 1996 Szczegóły | Argentyna | Brazylia  | Argentyna | Urugwaj   | Wenezuela | 10 |
| 2000 Szczegóły | Brazylia  | Brazylia  | Chile     | Argentyna | Urugwaj   | 10 |
| 2004 Szczegóły | Chile     | Argentyna | Paragwaj  | Brazylia  | Chile     | 10 |
| 2020 Szczegóły | Kolumbia  | Argentyna | Brazylia  | Urugwaj   | Kolumbia  | 10 |

## Statystyki
| Lp. | Drużyna   | Mistrz | Wicemistrz | Lata triumfów                              |
| --- | --------- | ------ | ---------- | ------------------------------------------ |
| 1.  | Brazylia  | 7      | 2          | 1968, 1971, 1976*, 1984, 1987, 1996, 2000* |
| 2.  | Argentyna | 5      | 2          | 1960, 1964, 1980, 2004, 2020               |
| 3.  | Paragwaj  | 1      | 1          | 1992*                                      |
| 4.  | Kolumbia  | 0      | 4          |                                            |
| 5.  | Chile     | 0      | 2          |                                            |
| 6.  | Peru      | 0      | 1          |                                            |
| 6.  | Urugwaj   | 0      | 1          |                                            |

* = jako gospodarz.
Drużyny wydzielone czcionką pogrubioną zakwalifikowały się do Igrzysk Olimpijskich.